# Tractat de Nértxinsk

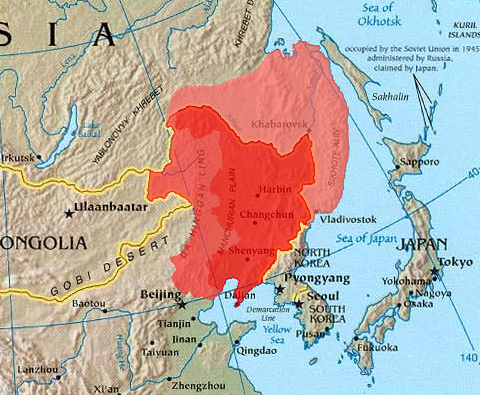
Territoris adjudicats a la Xina en els tractats de Nértxinsk i Aigun.

El Tractat de Nértxinsk, signat el 27 d'agost de 1689, va ser el primer subscrit per la Xina amb una potència europea, en aquest cas el Tsarat Rus. Aquest tractat delimitava de forma oficial les fronteres entre Xina i Rússia i posava fi a una sèrie de conflictes entre les tropes xineses estacionades a Manxúria i diverses colònies russes com Albazino i Nértxinsk, poblades majoritàriament per cosacs russos i tunguss.

## Antecedents
Els russos van arribar a l'oceà Pacífic el 1639. Després de la conquesta del Kanat de Sibèria en 1598 tot el nord d’Àsia –una àrea molt més gran que l’antic Kanat– es va conèixer com a Sibèria i el 1640 les fronteres orientals de Rússia s’havien expandit diversos milions de quilòmetres quadrats. En cert sentit, el Kanat va viure amb el títol subsidiari de "Tsar de Sibèria", que va passar a formar part de l'estil imperial complet dels autòcrates russos. No obstant això, quan van arribar per primera vegada a mitjan segle XVII a la frontera xinesa i van entrar en contacte directe amb els manxú i els xinesos a la conca d’Amur. Els russos van refusar les objeccions manxú-xineses a la seva intromissió fins a la destrucció d'Albazino.

## El tractat
Per aquest tractat, Rússia renunciava a qualsevol reclamació sobre la regió de l'Amur i reconeixia els límits del seu imperi en la serralada Stanovoi i el riu Argun, mentre que el territori al seu nord es convertia en l'esfera russa.
Pel costat rus van signar el tractat F.A. Golovin, I. Vlasov i S. Kornitsky, i pel govern de l'emperador Kangxi, Songgotu, Tung Gauhan i Lanthan. Els documents es van redactar en llatí, manxú i rus, amb versions poc coincidents i amb referències geogràfiques poc clares.
En el procés de negociació i també en la redacció del tractat, per part xinesa hi van tenir un paper important els jesuïtes Jean-François Gerbillon (francès) i Tomàs Pereira (portuguès) així com l'ambaixador de Portugal a la Xina, Manuel de Saldaña que van actuar com a traductors i intèrprets.
Les condicions de Nértxinsk es van mantenir fins al tractat de Kiakhta (1727-1728) el Tractat d'Aigun (1858) i el de Pequín (1860).